# 安東盧氏
安東盧氏（韓語：안동 노씨）是一個朝鮮民族氏族。本貫慶尚北道安東市。根據2000年的調查，安東盧氏有3144名成員。其始祖盧滿是盧垓的第五子。盧滿曾是中國唐朝翰林院學者，被派遣至新羅。新羅時代被冊封為安東伯。其後代盧祐曾任吏部要職，並世居於安東，故成為後來的安東盧氏。

## 外部連結
- . Doosan Encyclopedia.   [2018-04-02]. （原始内容存档于2021-03-08）.